# Sankt Knuds Sogn
Sankt Knuds Sogn (Odense Domsogn) er et sogn i Odense Sankt Knuds Provsti (Fyens Stift). Graabrødre Kloster Kirkedistrikt er i dag en del af sognet.
Sankt Knuds Sogn lå i Odense Købstad. Den hørte geografisk til Odense Herred i Odense Amt og blev ved kommunalreformen i 1970 kernen i Odense Kommune.
I Sankt Knuds Sogn ligger Gråbrødre Klosterkirke og Sankt Knuds Kirke (Odense Domkirke).
Ansgars Kirke blev indviet i 1902. Samme år blev Ansgars Sogn udskilt fra Sankt Knuds Sogn.
Thomas Kingos Kirke blev indviet i 1924. Samme år blev Thomas Kingos Sogn udskilt fra Sankt Knuds Sogn.
Sankt Knuds Sogn bidrog til udskillelsen af Hans Tausens Sogn i 1943 og til udskillelsen af Munkebjerg Sogn i 1953. 